# Jordan Rally

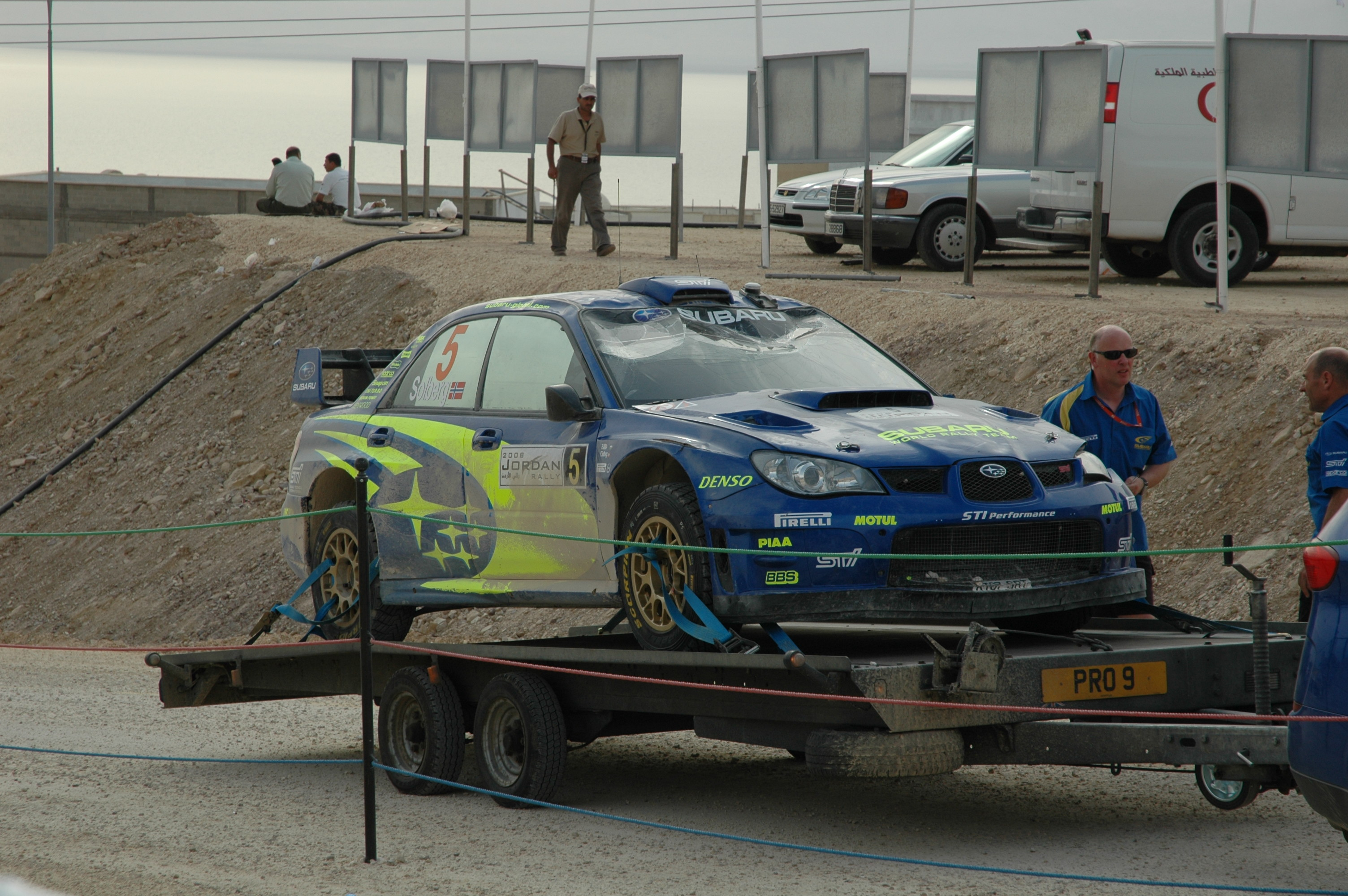
Petter Solbergs kraschade Subaru under 2008 års rally.

Jordan Rally (رالي الأردن) är en jordansk tidigare deltävling i rally-VM med bas utanför huvudstaden Amman, Jordanien.
Jordan Rally har varit en deltävling i Rally-VM vid tre tillfällen, 2008, 2010 och 2011.
Tävlingen hölls första gången 1981 och blev 1983 en deltävling i Mellanösterns rallymästerskap fram till 2008 då det för första gången anordnades en deltävling i Rally-VM i Mellanöstern. 
Premiärtävlingen vanns av Mikko Hirvonen och Jordaniens armé var involverade i byggandet av serviceparken till tävlingen som var 50 000 kvadratmeter stor. Tävlingen innehöll 21 sträckor där alla utom en innehöll partier som gick under havsnivån.
Efter ett uppehåll 2009 var tävlingen åter tillbaka i Rally-VM åren 2010 och 2011.

## Vinnare av Jordan Rally
| År   | Vinnare                          | Bil                  |
| ---- | -------------------------------- | -------------------- |
| 2011 | Sébastien Ogier Julien Ingrassia | Citroën DS3 WRC      |
| 2010 | Sébastien Ogier Julien Ingrassia | Citroën C4 WRC       |
| 2009 | Inget VM-rally                   | Inget VM-rally       |
| 2008 | Mikko Hirvonen Jarmo Lehtinen    | Ford Focus RS WRC 07 |